# Pyrgocorypha philippina
Pyrgocorypha philippina är en insektsart som beskrevs av Morgan Hebard 1922. Pyrgocorypha philippina ingår i släktet Pyrgocorypha och familjen vårtbitare. Inga underarter finns listade i Catalogue of Life.